# Bârnă (gimnastică)

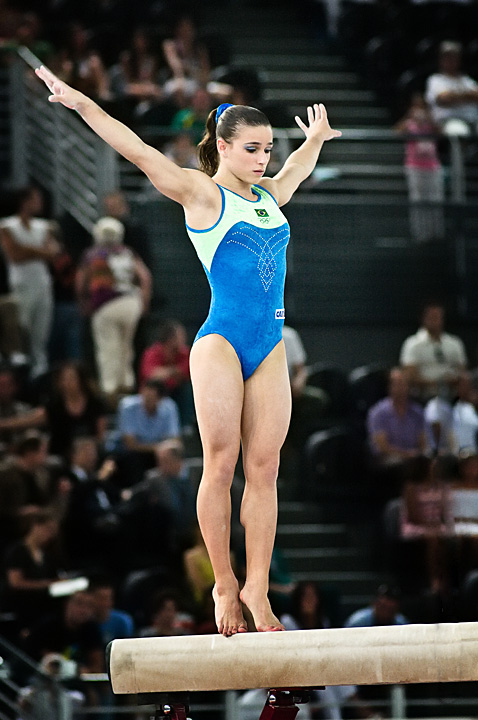
Jade Barbosa efectuând exercițiu la bârnă

Bârna este unul din cele patru aparate de gimnastică (probe) din gimnastica artistică feminină. Este alcătuit dintr-un cadru metalic pe care este așezată o bârnă de lemn, acoperită cu piele. Durata unui exercițiu la bârnă este de un minut și 30 de secunde.

## Dimensiuni
Dimensiunile oficiale ale aparatului sunt publicate de Federația Internațională de Gimnastică:
- Înălțime 124 cm (4.07 ft)[1]
- Lungime 500 cm (16 ft)[1]
- Lățime 10 cm (3.9 in)[1]

Inițial, suprafața bârnei era din lemn lăcuit, dar după 1980, bârna proriu-zisă a început să fie acoperită cu piele. Bârnele moderne sunt montate pe o suspensie specială care, deși foarte rigidă, amortizează oarecum șocul aterizărilor.

## Reguli

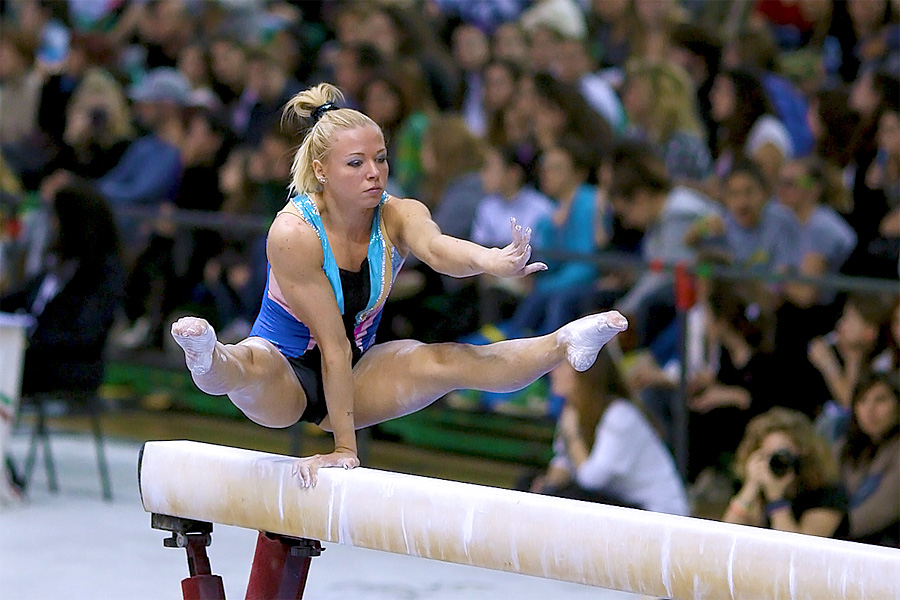
Dorina Böczögő, 2013

Exercițiile la bârnă sunt punctate pentru atitudine artistică, execuție acrobatică și completarea elementelor obligatorii. Regulamentul Federației Internaționale de Gimnastică impune un număr de elemente obligatorii, printre care o răsucire de 360 de grade, elemente acrobatice pe spate și elemente acrobatice în față sau laterale. În afară de execuția elementelor obligatorii se mai acordă puncte pentru felul în care elementele sunt legate între ele. Terminarea exercițiului (săritura de pe bârnă și aterizarea) sunt de asemenea foarte importante. Gimnastele pot să piardă puncte pentru diverse greșeli făcute în timpul exercițiului: dezechilibru, tehnică deficientă, ratarea unui element obligatoriu, cădere de pe bârnă, și altele.
Alte permisiuni și interdicții:
- Gimnastele pot să-și dea cu cretă pe mâini și picioare, și pot să poarte încălțări speciale, pentru a-și îmbunătăți stabilitatea pe aparat.
- Antrenorii nu au voie să intervină în nici un fel în timpul exercițiului. Singura excepție de la regulă este dacă exercițiul a fost început cu ajutorul unei trambuline elastice; în acest caz, antrenorul, sau o coechipieră, are voie să ia trambulina de lângă bârnă.
- Exercițiul la bârnă durează un minut și 30 de secunde (90 de secunde); depășirea limitei de timp este penalizată la punctaj.
- În cazul unei căderi, gimnasta are la dispoziție 10 secunde să reia exercițiul. Dacă exercițiul nu e reluat în acest interval de timp, este considerat abandonat.

## Evoluție
La începuturile gimnasticii artistice feminine, bârna era un aparat mai degrabă artistic decât acrobatic. Exercițiile erau compuse din salturi, poze de dans, stând în mâini, răsuciri și mers. În anii '60 cel mai dificil element executat de o gimnastă olimpică era un flic-flac⁠(d) pe spate.
Dificultatea exercițiilor la bârnă a crescut mult în anii '70, când Olga Korbut și Nadia Comăneci au introdus exerciții cu salturi multiple; curând după aceea, alte gimnaste au început să execute elementele dificile. Spre mijlocul anilor '80, toate gimnastele de talie mondială adoptaseră elementele inventate de Olga și Nadia. Aceste schimbări au fost facilitate în parte de îmbunătățirile aduse aparatului, în mod special acoperirea suprafeței cu piele fină, ceea ce a redus substanțial riscul alunecărilor.